# 迪斯科2000
《迪斯科2000》是英国果漿樂團1995年的一首单曲，该单曲曾以第七名的成绩登入英国单曲排行榜。此歌是果漿樂團专辑《不同阶级》中紧随歌曲《普通人》的第三首单曲。
歌曲叙述了歌者回忆自己儿时最受欢迎的伙伴黛博拉并且想象他们在长大后再次见面的故事。歌词改编自真实存在的故事，果漿的主唱卡克称整首歌的歌词只有“墙上的木片（With woodchip on the wall）这段有点出入”
。
据称歌中所称两人约定相会的喷泉就是谢菲尔德市中心的古德温喷泉（Be there at 2 o'clock by the fountain down the roadl）。据说这首歌的即兴小段是受劳拉·布拉尼根1980年的单曲《格洛丽亚》的影响。
由于此歌是以“千禧年”为题材，果漿取消了该歌的同步执照，有效的禁止了该歌在1999年及2000年被广播及电视媒体使用。

## 曲目列表

### CD
Part one
1. "Disco 2000" (7" mix)
2. "Disco 2000" (album mix)
3. "Ansaphone"
4. "Live Bed Show" (extended)

Part two
1. "Disco 2000" (album mix)
2. "Disco 2000" (7" mix)
3. "Disco 2000" (Motiv 8 Discoid mix)
4. "Disco 2000" (Motiv 8 Gimp Dub)

Single-CD version
1. "Disco 2000" (7" mix)
2. "Disco 2000" (Motiv 8 Discoid mix)

### 12"
A1         "Disco 2000" (7" Mix)
A2         "Ansaphone"
B1         "Disco 2000" (Motiv8 Gimp Dub)
B2         "Disco 2000" (Motiv8 Discoid Mix)

## 流行文化中使用
该歌曲曾出现在英剧《迴轉幹探》第七集中，戴森在1973年的广播节目中听到这首歌，并告诉总探长韩真他在1996年的曼彻斯特听过果浆演奏过这首歌，韩真也因此感到困惑。

## 翻唱
该曲曾被尼克·凱夫翻唱并收录到果浆单曲《糟糕的翻唱》的B面，该曲也曾被基音樂團现场演绎。